# G-14
Grupa G-14 (oficjalny skrót G-14) – międzynarodowa organizacja sportowa, zrzeszona w Europejskim Zgrupowaniu Interesów Gospodarczych (EEIG), działająca od września 2000 do 15 lutego 2008 i skupiająca w czasie swego istnienia 18 najbogatszych europejskich klubów piłkarskich z czołowych krajowych związków piłkarskich w celu reprezentowania ich interesów w negocjacjach z UEFA oraz FIFA.
Decyzja o rozwiązaniu została podjęta w dniach 21-22 stycznia 2008, podczas Europejskiego Forum Klubowego w Nyonie. Organizacja została zastąpiona przez Europejskie Stowarzyszenie Klubów (ECA). Była pierwszą międzynarodową organizacją europejskich klubów piłkarskich.

## Historia
Idea utworzenia podmiotu skupiającego najlepsze piłkarskie kluby Europy pojawiła się już na początku lat 90. XX wieku, jednak realnych kształtów przybrała w roku 1998. Wcieleniu jej w życie sprzyjało zawiązanie Ligi Mistrzów i jej kolejne reformy, promujące najsilniejsze kluby. Pociągało to za sobą wzrost zainteresowania mediów, kibiców, czy reklamodawców, co implikowało z kolei zwiększenie zainwestowanych środków pieniężnych oraz puli nagród. Stało się to łakomym kąskiem dla czołówki starego kontynentu, która nie mogła sobie pozwolić na niezakwalifikowanie się, czy odpadanie z rywalizacji we wczesnej fazie tego europucharu (np. wyeliminowanie FC Barcelony w II rundzie LM sezonu 1992/1993 przez CSKA Moskwa).
Ostatecznie, organizacja reprezentująca interesy najbogatszych (niekoniecznie najlepszych) europejskich klubów piłkarskich została założona we wrześniu 2000 przez przedstawicieli 14 drużyn, dlatego przyjęła nazwę G-14. Nowi członkowie mogli zostać przyjęci w jej struktury jedynie poprzez zaproszenie i po uprzednim spełnieniu wszystkich wymogów formalnych (głównie organizacyjno-finansowych). Do rozszerzenia składu doszło tylko raz – w sierpniu 2002, gdy G-14 została powiększona o 4 kluby (jednakże pozostano przy pierwotnej nazwie).
W czasie swego istnienia grupa wywalczyła wiele przywilejów dla swych członków, czemu sprzyjała polityka objęta przez ówczesnego prezydenta UEFA – Lennarta Johanssona. Od czasu do czasu dochodziło jednak do konfliktów i rozbieżności interesów, które przybrały na sile w momencie coraz większego dysonansu, między najbogatszymi klubami a resztą.
Gruntowna reforma G-14 stała się nieunikniona po zakończeniu Europejskiego Forum Klubowego, odbywającego się w dniach 21-22 stycznia 2008 w Nyonie, podczas spotkania z szefem UEFA wybrano Michela Platiniego. Jako priorytety swej kadencji uznał on konieczność zwiększenia liczby klubów posiadających moc decyzyjną w europejskim futbolu oraz zmienienie zasad kwalifikacji do kontynentalnych rozgrywek pucharowych – zwłaszcza Ligi Mistrzów. Od początku nie ukrywał on swej dezaprobaty dla działań Grupy, czego wyraz dał 11 czerwca 2007 w Brukseli podczas swego spotkania z przedstawicielami G-14. Był to wyraźny impuls do rozpoczęcia rozmów o jej poważnym zreformowaniu. Ostatecznie władze Grupy uznały, że G-14 ulegnie rozwiązaniu, a kluby do niej należące przystąpią do Europejskiego Zrzeszenia Klubowego.

## Kluby założycielskie
- AFC Ajax (Holandia)
- PSV Eindhoven (Holandia)
- FC Barcelona (Hiszpania)
- Real Madryt (Hiszpania)
- Bayern Monachium (Niemcy)
- Borussia Dortmund (Niemcy)
- Inter Mediolan (Włochy)
- Juventus F.C. (Włochy)
- A.C. Milan (Włochy)
- Liverpool F.C. (Anglia)
- Manchester United (Anglia)
- Paris Saint-Germain (Francja)
- Olympique Marsylia (Francja)
- FC Porto (Portugalia)

## Kluby przyłączone w 2002 roku
- Arsenal F.C. (Anglia)
- Olympique Lyon (Francja)
- Valencia CF (Hiszpania)
- Bayer 04 Leverkusen (Niemcy)